# Counting Bodies Like Sheep to the Rhythm of the War Drums
«Counting Bodies Like Sheep to the Rhythm of the War Drums» es la décima canción del álbum Emotive de la banda de rock alternativo A Perfect Circle. Mientras que el resto del álbum contiene muchas versiones de otros artistas anteriores como John Lennon, "War Drums" es considerada como un remix de la canción "Pet", del álbum anterior, Thirteenth Step. Sin embargo, en un comentario hecho en el DVD Amotion, Maynard James Keenan afirma que es una segunda parte o continuación de "Pet". Mientras que "Pet" trata acerca de la adicción a las drogas, "War Drums" se enfoca en una agenda política. Mezclada por Danny Lohner, la música es totalmente electrónica y sin guitarras, al contrario de "Pet." La canción fue utilizada en tráileres de las películas Fantastic Four de 2005 , The Taking of Pelham 123 de 2009, en el tráiler del videojuego Rage y en el tráiler de la tercera temporada de House of Cards.

## Video musical
El video de "Counting Bodies Like Sheep to the Rhythm of the War Drums" es un video animado que se ocupa de un tema político.
El video comienza con el símbolo de la paz clásico temblando y cayéndose a pedazos, y, finalmente, desapareciendo de la pantalla. 
Una torre de perforación de petróleo empieza a girar, mientras se observa como la sangre gotea lentamente por la pantalla. En la siguiente escena, se ve a un joven bajando de un árbol, se encuentra con un hombre se parece al expresidente de Estados Unidos, George W. Bush, montado en un caballo. El caballo excreta un televisor pequeño, y se aleja trotando. El niño se sienta y mira la televisión, y poco a poco se convierte en una oveja, mientras un avión vuela detrás y deja caer bombas en el fondo. A continuación, Bush entra en un salón de clases, llevando un pequeño televisor. Lo coloca sobre el escritorio del profesor, y destruye los libros de los estudiantes. El video continúa de esta manera hasta la mitad, cuando vemos a Bush navegando en un mar de sangre. Entra en una ciudad, espera un momento, y luego aparece en un tanque. A medida que avanza a través de la ciudad, los ciudadanos lanzan sus televisores de sus apartamentos, formando una especie de camino para Bush.
A continuación, comienza a marchar por la zona, con un ejército de ovejas tras él. Televisores comienzan a formar un corredor de paredes altas. Mientras las ovejas siguen marchando, una se da la vuelta, se levanta, y empieza a escalar los edificios. Cuando la oveja se acerca a la parte superior, otra oveja se pone de pie y la marca con el signo de una letra 'S', que puede indicar la palabra "Sedición", la cual se observa en la misma escena en la pared de televisores. Un brazo con una especia de tatuaje del elefante que es el símbolo del Partido Republicano de los Estados Unidos aparece entre las nubes, recoge la oveja marcada, y la lanza en una picadora de carne. El animal aparece como un abrigo de diseñador, y es entonces usado por una celebridad. En la siguiente escena, otras dos ovejas se ponen de pie y comienzan a derribar el muro de televisión. Estas dos ovejas también son marcadas con el signo de la "S", y atravesadas por dos banderas, las cuales llevan la indicación de «traidor». El resto del ejército de ovejas sigue a Bush hacia un acantilado, en la que los dirige hasta el borde donde hay una hoguera. A continuación aparece el rostro de Bush, con sus ojos girando de manera lenta, hipnotizante, aparentemente tratando de tener al espectador "bajo su control".

## Lista de canciones
1. «Counting Bodies Like Sheep to the Rhythm of the War Drums» - 5:36